# Idaea sartharia
Idaea sartharia là một loài bướm đêm trong họ Geometridae.